# شورش زندان تامارا
به تاریخ ۲۰ ژوئن ۲۰۲۳، شورشی در مرکز نگهداری زنان برای سازگاری اجتماعی، به لاتین، Centro Femenino de Adaptación Social رخ داد. این مرکز یک زندان زنان در تامارا، نزدیک تگوسیگالپا، هندوراس می‌باشد. گمان می‌رود این شورش نتیجه درگیری بین اعضای باند ام‌اس-۱۳ و گنگ خیابان هیجدهم باشد. حداقل ۴۶ نفر در پی درگیری‌ها کشته شدند که بیشتر آنها در اثر آتش‌سوزی که در کشاکش هرج و مرج رخ داد جان دادند. جزئیات دقیق این حادثه همچنان در دست بررسی است.

## زمینه
Centro Femenino de Adaptación Social به اختصار (CEFAS) یا مرکز نگهداری زنان برای سازگاری اجتماعی، یک زندان زنان واقع در تامارا، تقریباً به فاصله ۲۰ کیلومتر (۱۲ مایل) از پایتخت هندوراس، تگوسیگالپا، است. این زندان بین ۸۰۰ تا ۹۰۰ زندانی را در خود جای داده‌است که دو برابر ظرفیت آن نیز میباشد. این زندان صحنه مداوم درگیری بین باندها، به ویژه بین دو باند رقیب خیابان ۱۸ و ام‌اس-۱۳ بوده‌است. قتل‌ها در زندان در سال‌های منتهی به شورش در حال افزایش بود و حوادث خشونت‌آمیز برای اولین بار در حوالی سال ۲۰۲۰ شروع به رخ‌دادن کرد.